# Copa da NBA
A Copa da NBA (em inglês: NBA Cup), também conhecida como Emirates NBA Cup por razões de patrocínio, é um torneio da temporada regular da National Basketball Association (NBA) introduzido durante a temporada 2023-24 da liga. O torneio foi anunciado oficialmente em 8 de julho de 2023, no NBA Today da ESPN. A primeira edição do evento foi chamada de In-Season Tournament.
O formato é um torneio de vários estágios, começando com uma fase de grupos seguida de rodadas eliminatórias de jogo único com eliminação direta. Os jogos da fase de grupos consistem em três grupos de cinco equipes por conferência (num total de seis grupos). Cada equipe joga quatro jogos designados na temporada regular (dois em casa e dois fora de casa), que contam para a classificação da fase de grupos. Os vencedores de cada grupo, junto com um time wildcard (segundo colocado de cada conferência), avançam para as rodadas eliminatórias. As duas últimas rodadas da fase eliminatória são disputadas em campo neutro. A equipe vencedora recebe o troféu da Copa da NBA e cada jogador vencedor recebe 500 000 dólares. O primeiro vencedor do torneio foi o Los Angeles Lakers, com o primeiro MVP (jogador mais valioso) do Torneio sendo LeBron James.

## História
Os dirigentes da NBA discutiram a possibilidade de realizar um torneio durante a temporada por pelo menos 15 anos antes do torneio atual ser introduzido. A NBA tem se preocupado há décadas em tentar competir com a National Football League (NFL) em busca de espectadores e atenção quando as temporadas regulares das duas ligas se sobrepõem durante novembro e dezembro de cada ano.
Em 6 de julho de 2023, o repórter da ESPN Adrian Wojnarowski relatou que a NBA realizaria seu primeiro In-Season Tournament da temporada de 3 de novembro a 9 de dezembro do mesmo ano. Os detalhes do torneio foram então revelados pela NBA no dia 8 de julho, que incluía os sorteios dos grupos e que as semifinais e o campeonato aconteceriam na T-Mobile Arena em Las Vegas Strip, Las Vegas. No dia 9 de dezembro de 2023, o Los Angeles Lakers derrotou o Indiana Pacers na final do torneio para ganhar o título inaugural da Copa da NBA.

## Formato
O torneio tem um formato semelhante aos torneios de várias etapas da temporada, como a WNBA Commissioner's Cup e os torneios realizados no futebol. As regras do torneio são as seguintes:
- Cada conferência é dividida em três grupos com cinco equipes cada, totalizando seis grupos. As três melhores equipes (pelo recorde da temporada anterior) são designadas aleatoriamente para os três grupos da conferência, depois as próximas três são designadas aleatoriamente e assim por diante.
- Um Torneio Round Robin em realizado em cada grupo: às terças e sextas-feiras de novembro, cada equipe jogará uma partida contra cada uma das outras equipes de seu grupo, num total de quatro jogos (dois em casa e dois fora de casa). Esses jogos também contam como jogos da temporada regular.
- Quatro equipes de cada conferência avançam para um torneio de eliminação única: os três vencedores do pool, além do vice-campeão do grupo com melhor histórico como wildcard.
- Os jogos das quartas de final serão sediados pelas duas equipes com melhor desempenho em jogos da fase de grupos para cada conferência, e o time com melhor desempenho em jogos da fase de grupos receberá o time wildcard. Se duas ou mais equipes estiverem empatadas na posição mais alta em uma conferência, o empate será desfeito seguindo o protocolo de desempate descrito abaixo:
- As semifinais e o jogo do campeonato serão disputados em Las Vegas, Nevada;
- Para o torneio de 2023, os jogadores do time campeão receberão 500 mil dólares cada; o vice-campeão receberá 200 mil dólares. Os jogadores dos dois times perdedores nas semifinais receberão 100 mil dólares cada, e os jogadores dos quatro times perdedores nas quartas de final receberão 50 mil dólares cada.[12]

Caso duas ou mais equipes estejam empatadas dentro de um grupo ao final da fase de grupos, o desempate será desfeito de acordo com os seguintes critérios de desempate (de cima para baixo):
- Registro de confronto direto na fase de grupos;
- Diferencial de pontos na fase de grupos;
- Total de pontos marcados na fase de grupos;
- Recorde da temporada regular da temporada anterior da NBA;
- Sorteio aleatório (se duas ou mais equipes ainda estiverem empatadas após os critérios de desempate anteriores).

Se duas ou mais equipes estiverem empatadas como wildcard em uma conferência, após a resolução do desempate do grupo, o empate no wildcard será desfeito seguindo os mesmos critérios de desempate descritos acima (com exceção do confronto direto no grupo na fase de grupos) 

## Uniformes e quadras

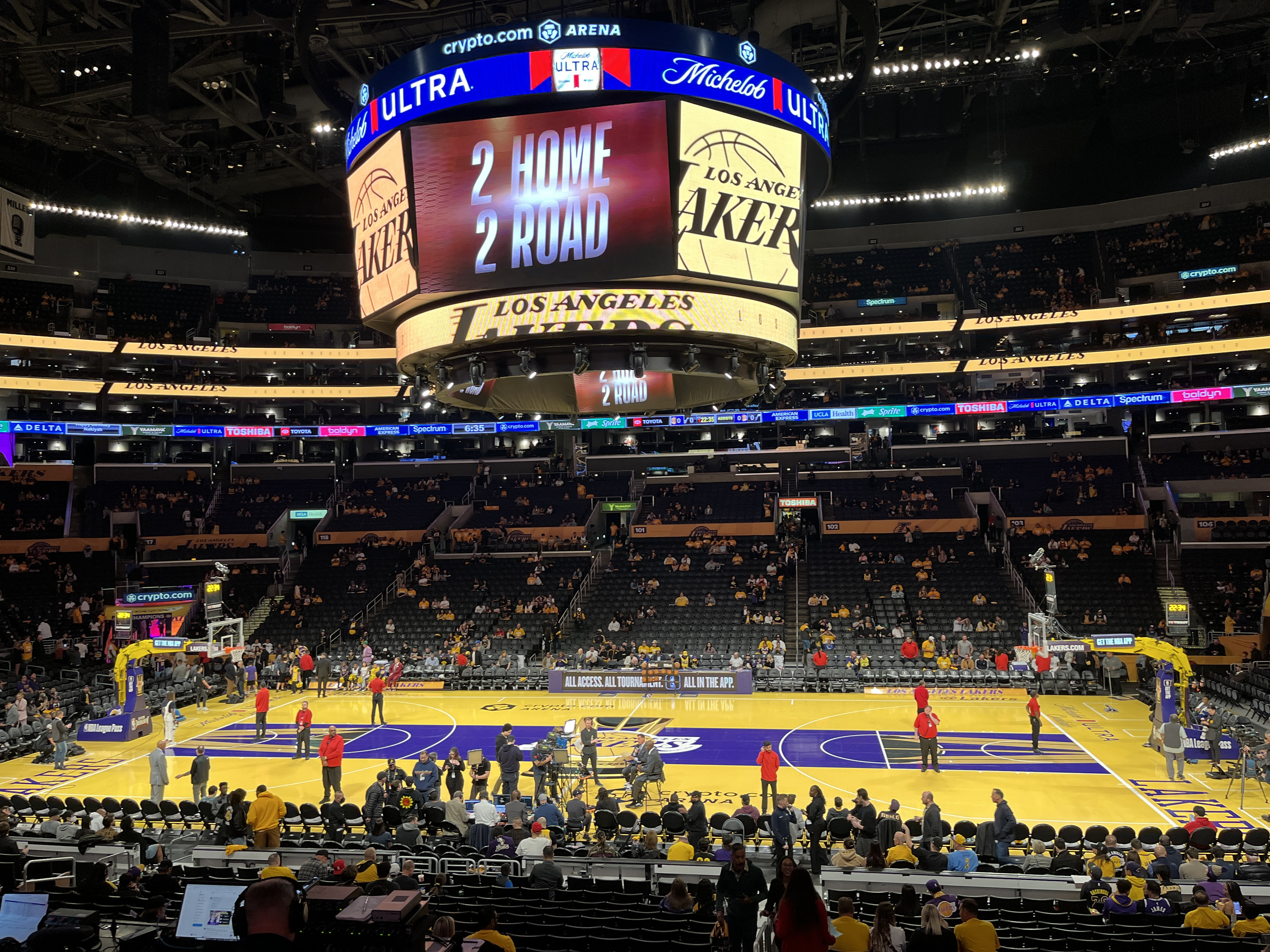
Quadra personalizada do Los Angeles Lakers para o In-Season Tournament

Para distinguir os jogos da In-Season Tournament de outros jogos da temporada regular, os times da casa usam seus uniformes da edição "City" e os jogos são disputados em quadras de basquete personalizadas. Essas quadras, ao contrário das normais usadas na temporada regular, apresentam uma superfície de bordo totalmente pintada com uma faixa de cor intermediária contrastante pintada em cada extremidade da pista de lance livre. A Copa da NBA é exibida na quadra central, e as silhuetas do troféu também são pintadas nas pistas de lance livre. Os designs das quadras são baseados no uniforme "City" do time da casa para aquela temporada específica.
Nem todas as equipes puderam jogar em suas novas quadras personalizadas. Os dois jogos do Dallas Mavericks no torneio em 2023 foram disputados em quadras de basquete mais tradicionais devido a problemas de fabricação que afetaram a quadra.
As reações aos designs exclusivos das quadras foram mistas, com o proprietário do Mavericks, Mark Cuban, dizendo que "não era um fã" das novas quadras, embora admitisse que eram uma "ideia de marketing brilhante". Alguns jogadores, incluindo Jaylen Brown e Luka Dončić, reclamaram que as novas quadras eram escorregadias. Alguns fãs reclamaram nas redes sociais que as quadras eram muito claras e tiravam a atenção.
Para as rodadas semifinais e finais na T-Mobile Arena em Las Vegas, a quadra do torneio é azul com uma faixa vermelha no meio. Porém, apesar de jogar todos os jogos do torneio com seus uniformes pretos "City" até as quartas de final, o Los Angeles Lakers foi forçado a usar seus uniformes dourados "Icon" na rodada semifinal devido à falta de contraste com a quadra, contra o desejos dos jogadores do Lakers. O Indiana Pacers também foi afetado pela mesma restrição.

## Impacto na temporada regular
Com exceção do Championship Game (final), todos os jogos do torneio também serão contados como jogos da temporada regular.
Para ajustar o número diferente de jogos disputados por equipes diferentes, a fórmula de programação da temporada regular da NBA será modificada para que apenas 80 jogos de cada equipe sejam inicialmente anunciados antes do início da temporada, com os 81º e 82º jogos agendados a serem anunciados.:
- As 22 equipes que não se classificarem para as oitavas de final do torneio jogarão duas partidas adicionais, uma em casa e outra fora de casa, contra outras equipes eliminadas antes das oitavas de final. Esses jogos ocorrerão durante as Rodadas Eliminatórias nos dias em que os jogos do Torneio da Temporada não estiverem programados.
- As quatro equipes que perderem nas quartas de final jogarão uma partida adicional contra o adversário da mesma conferência no dia anterior ao jogo do campeonato do torneio.

## Prêmios
Após o fim do torneio, o time vencedor recebe a Copa da NBA, cuja concepção apresenta uma taça preta cercada por oito pontas douradas e uma base inspirada nos novos troféus da final de conferência. A liga também concede o prêmio de Jogador Mais Valioso (MVP) do torneio, medalhas para o time campeão e o prêmio All-Tournament Team (uma bola de basquete preta com linhas douradas) para um time formado pelos cinco jogadores que mais se destacaram ao longo da competição.

## Vencedores
| Ano  | Vencedores         | Resultado | Vice-campeão   | Local          | Localização      | Ref.   |
| ---- | ------------------ | --------- | -------------- | -------------- | ---------------- | ------ |
| 2023 | Los Angeles Lakers | 123–109   | Indiana Pacers | T-Mobile Arena | Paradise, Nevada | [ 25 ] |
| 2024 | Milwaukee Bucks    | 97–81     | Oklahoma City  | T-Mobile Arena | Paradise, Nevada | [ 26 ] |

### Most Valuable Player(MVP)
O vencedor do prêmio de Jogador Mais Valioso (MVP) é decidido pelos membros de um painel de mídia selecionado, bem como pelos votos dos fãs pela internet. No torneio inaugural de 2023, 20 votos foram decididos pelos membros da mídia enquanto 5 votos foram decididos pelos fãs. LeBron James, do Los Angeles Lakers, foi o primeiro vencedor do MVP do In-Season Tournament.
| Ano  | Jogador Mais Valioso  | Equipe             | Ref.   |
| ---- | --------------------- | ------------------ | ------ |
| 2023 | LeBron James          | Los Angeles Lakers | [ 28 ] |
| 2024 | Giannis Antetokounmpo | Milwaukee Bucks    | [ 29 ] |

## All-Tournament Teams
- 2023[30]
  - Giannis Antetokounmpo, Milwaukee Bucks
  - Anthony Davis, Los Angeles Lakers
  - Kevin Durant, Phoenix Suns
  - Tyrese Haliburton, Indiana Pacers
  - LeBron James, Los Angeles Lakers (MVP)

- 2024[31]
  - Trae Young, Atlanta Hawks
  - Shai Gilgeous-Alexander, Oklahoma City Thunder
  - Damian Lillard, Milwaukee Bucks
  - Giannis Antetokounmpo, Milwaukee Bucks (MVP)
  - Alperen Şengün, Houston Rockets